# Fligelyfjord
De Fligelyfjord is een fjord in het Nationaal park Noordoost-Groenland in het oosten van Groenland, vernoemd naar cartograaf August von Fligely.

## Geografie
De fjord heeft een lengte van ongeveer 40 kilometer en is zuid-noord georiënteerd. In het zuiden wordt de fjord gevoed door de Lindemanfjord en in het noorden mondt hij uit in de Hochstetterbaai.
Ten oosten ligt het eiland Kuhn Ø en ten westen ligt het Th. Thomsenland.